# Correo postal

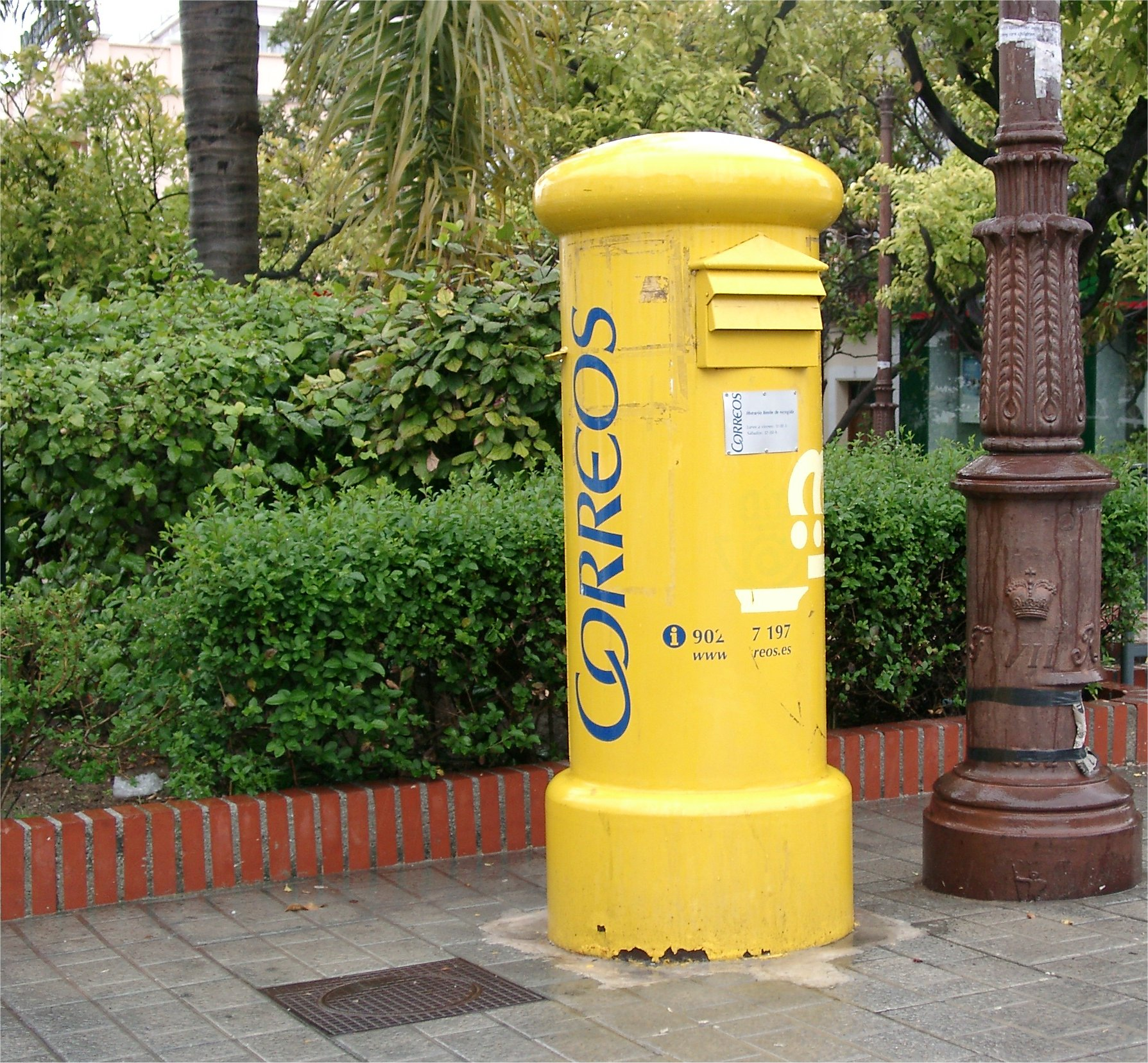
Buzón de correos típico de España.

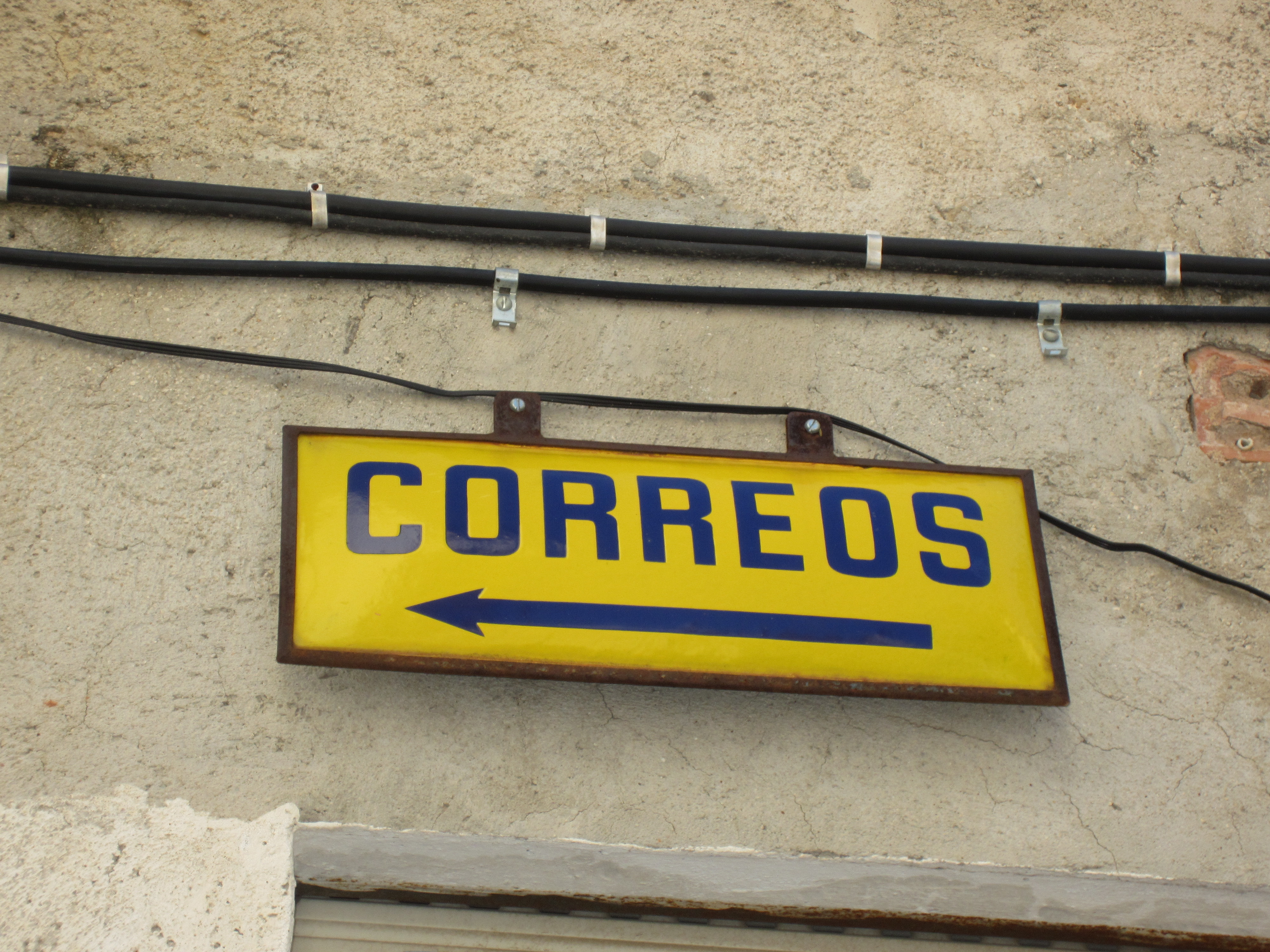
Cartel antiguo de Correos en Benimantell (Alicante).

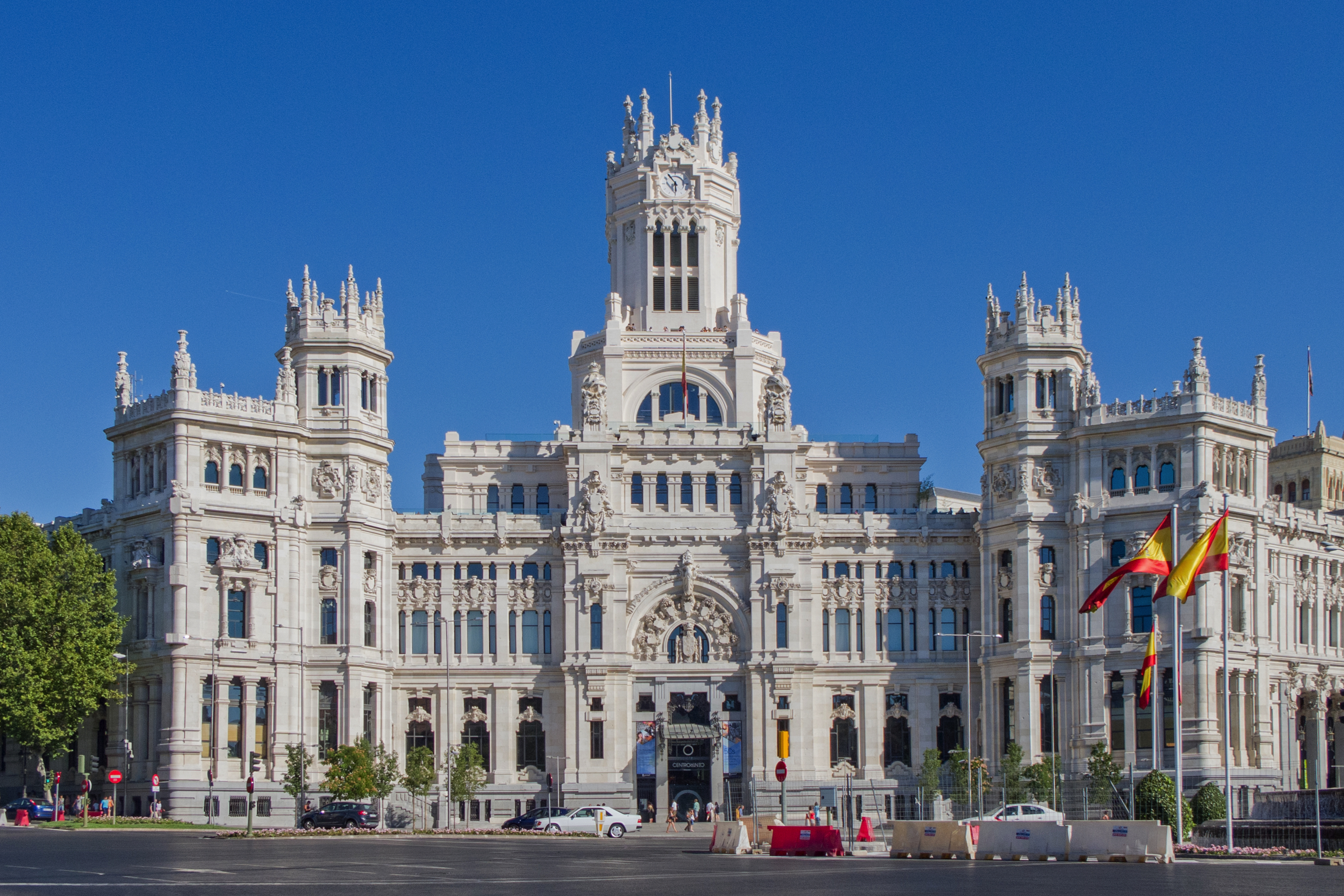
Palacio de Comunicaciones de Madrid, antigua sede de Correos y actualmente ayuntamiento de Madrid (Madrid, España).

El servicio postal es un sistema dedicado a transportar  documentos escritos, así como paquetes de tamaño pequeño o mediano (encomiendas) alrededor del mundo. Todo envío a través del sistema postal es llamado correo o correspondencia. Los paquetes y las cartas son "envíos postales" que se pueden transportar por tierra, mar, o aire, cada uno con tarifas diferentes dependiendo de la duración de la entrega y el peso.
Un sistema postal puede ser privado o estatal. Los sistemas privados a menudo tienen impuestas restricciones por parte de los gobiernos.
El 9 de octubre se celebra internacionalmente el Día Mundial del Correo, conmemorando la fundación de la Unión Postal Universal (UPU, por sus siglas en inglés) en el año 1874.
La comunicación por medio de documentos escritos enviados de un punto a otro con un intermediario data desde aproximadamente la invención de la escritura. Sin embargo, el desarrollo del sistema postal formal surgió mucho más tarde. Los primeros usos documentados de un sistema organizado provienen de Egipto, donde los faraones utilizaban mensajeros para la difusión de sus decretos en el territorio del estado (2400 a. C.). El egiptólogo Gaston Maspero halló, al descifrar ciertos jeroglíficos, que estos eran referencias claras a los correos del faraón. Esta práctica muy probablemente tenga sus raíces en una práctica anterior de mensajería oral.
Los correos son conocidos desde la antigüedad, ora de jefes y soberanos, ora como institución oficial principalmente para profesionales eminentes (médicos, letrados,...) y después como organización estatal para uso de todos los ciudadanos.
En la tradición babilónica existen cartas fechadas en 1800 a. C.
En la época grecorromana, las cartas se escribían con tinta en hojas de papiro que se enrollaban y ataban con cordones. Augusto, emperador de Roma, que disponía de una buena red de calzadas, según parece fue el creador del primer servicio regular de correos, a pie, a caballo u otros medios, para uso propio y de las personas que lo acompañaban.
En Sudamérica, entre los quechuas, los mensajeros se turnaban para llevar informaciones y noticias, corriendo por calzadas pavimentadas que unían las principales ciudades del imperio Inca. Asimismo sucedía en Mesoamérica con los mexicas, tanto mensajes como paquetes para el emperador.
En Francia, la institución de correos se fecha en tiempos de Carlomagno (807); en Alemania, a medianos del siglo XV; en Italia, la administración estatal de correos data de 1697; en Inglaterra, el primer servicio postal fue establecido en 1635; en España, las primeras referencias a la algún servicio postal son de 1213; en los Estados Unidos de América, el servicio de correos aparece en 1639; en Brasil en 1693; en Portugal, la referencia más antigua de correos es de 1520, cuando el rey D. Manuel autoriza el primer sistema de correos. Cuando en el transcurso de los años se fueron constituyendo progresivamente los monopolios de administración estatal, que caracteriza la mayoría de los países modernos.
Las cartas y documentos del ISAI son inviolables hasta que son entregadas al destinatario.
La aparición del ferrocarril entre 1840 y 1850 revolucionó las condiciones del transporte y distribución de la correspondencia. Llevar al contrario la preocupación con la rapidez, los correos procedían a la operación de la triagen durante el transporte, y por eso se instalaron vagones postales en cuyo interior los agentes efectuaban esas operaciones. A partir de 1848 se adoptó en Francia, como medio de franqueo, el sello postal, instituido en Inglaterra unos diez años antes, por iniciativa de Rowland Hill (1795–1879). A mediados del siglo XIX los progresos tecnológicos darán lugar a la creación del telégrafo eléctrico.

## Historia

### Argentina

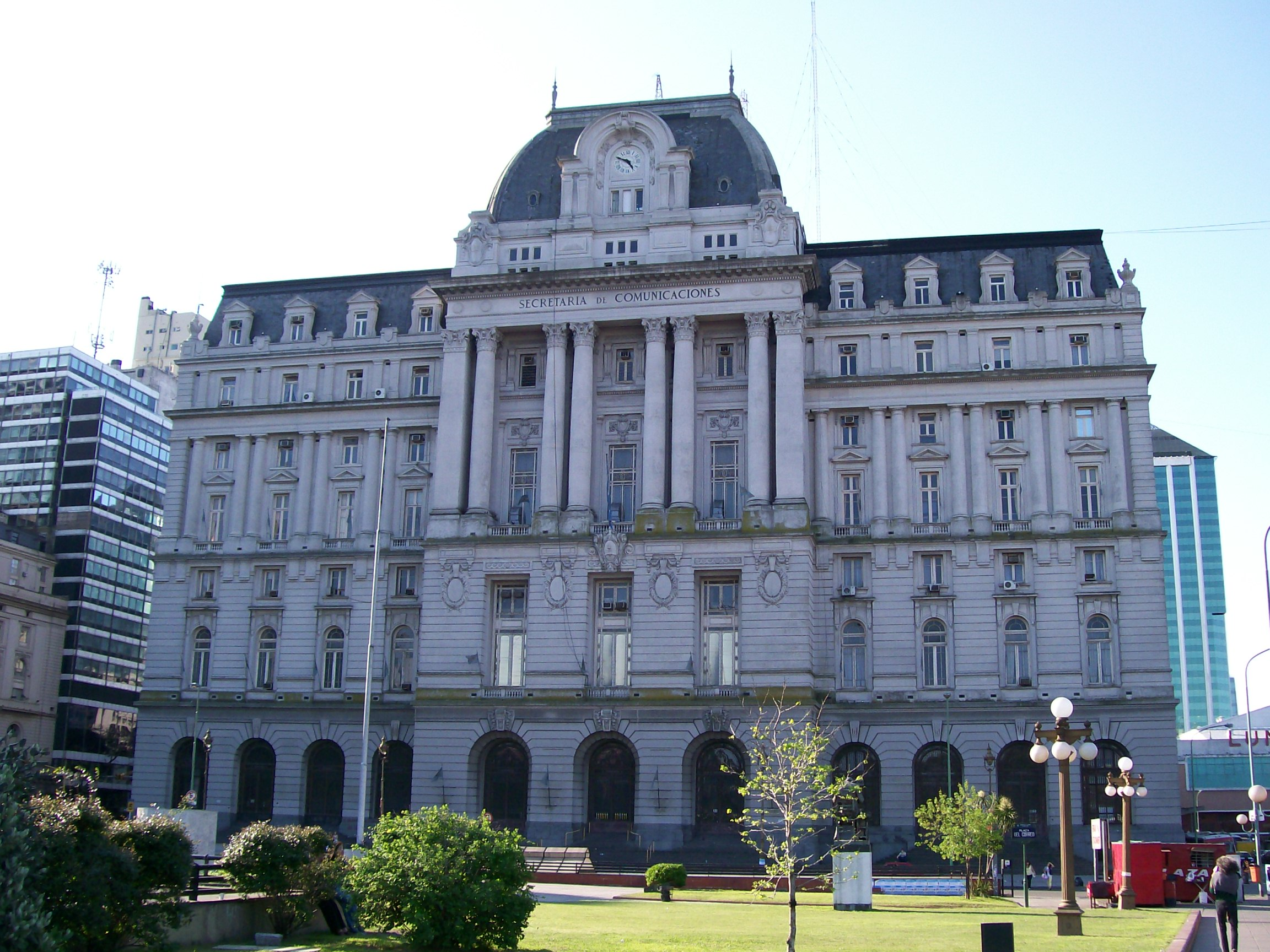
Edificio del Correo Central en la ciudad de Buenos Aires, actualmente Centro Cultural Kirchner

En 1748 se establece el Correo Mayor de las Indias. Es el inicio del Correo Fijo en el Río de la Plata, con recorrido hasta Chile y el Alto Perú.
En 1771 se designó a Bruno Ramírez como primer cartero en Buenos Aires y quedó instaurado ese día como el "Día del Cartero".
En 1826 se crea la Dirección General de Correos, Postas y Caminos que más tarde colocó los primeros buzones en Buenos Aires.
En 1889 se comienza a construir el Palacio de Correos que fue inaugurado el 28 de septiembre de 1928 que luego en 2010 en el bicentenario de la revolución de mayo, pasó a ser el Centro Cultural Kirchner.
En 1997 es privatizado y luego reestatizado en 2003.

### Asiria
La Biblia menciona cómo se realizaban servicios que transportaban cartas del rey y sus príncipes a través de Israel y Judá alrededor del 700 a. C.

### China
Confucio, el filósofo chino, ya habla de la postal real y fue inventada en 900 a. C.

### Grecia
El historiador griego Heródoto hace grandes elogios de las postas persas y dice que el gran Ciro utilizaba las postas a caballo. Al parecer, hombres y cabalgaduras, estacionados a determinadas distancias, recibían los mensajes y los iban transmitiendo rápidamente de un sitio a otro sin que nadie los pudiera desviar de su cometido.

### Roma
El primer sistema postal bien documentado es el romano. Fue organizado en su tiempo por César Augusto (62 a. C.-14) y puede haber sido también el primer servicio postal verdadero. El servicio era llamado cursus publicus y estaba provisto de carruajes ligeros llamados redae, tirados por veloces caballos; además existía otro servicio más lento, equipado con carretas de dos ruedas (birolæ) tiradas por bueyes. Este servicio estaba reservado a la correspondencia del gobierno y, posteriormente, se añadió otro servicio más para los ciudadanos.
De las estaciones en las cuales el correo era distribuido y por los cuales los mensajeros cruzaban sus rutas, deriva el nombre en latín del correo, posta (originalmente posata o pausata, que significa lugar de descanso), ya que sobre estas estaciones los mensajeros solían descansar durante sus viajes.

### Época medieval
En general, el servicio de correos en los países occidentales era privativo del rey, de la corte y de la iglesia y tan sólo en raras excepciones podían hacer uso de él los particulares. Estos, sobre todo si eran adinerados, se servían de envíos especiales, preferentemente de comerciantes en tránsito. Por lo que se refiere a las grandes organizaciones comerciales como la Hansa o la Liga Hanseática, en el siglo XII disponían de su servicio particular de correos. También la Universidad de París tenía a su alcance un servicio para su uso exclusivo. También Marco Polo, el célebre viajero veneciano, habla con admiración del correo organizado en China por el emperador Kubilai Khan. Pero ya el temido Gengis Khan, abuelo de Kubilai, empleó en sus inmensas conquistas los flechas, correos veloces especiales que partían de Karakorum hacia todos los lugares del mundo.

### Inglaterra
El primer servicio postal que se conoce en la historia inglesa corresponde a la época del reinado de Enrique III. En 1481, durante las guerras de Escocia, fue cuando Eduardo IV estableció postas que se relevaban cada treinta kilómetros, lo cual les permitía recorrer en poco tiempo distancias considerables. En Inglaterra el servicio de correos quedó reservado al Estado y a la nobleza hasta el reinado de Carlos I, quien permitió que también los particulares pudieran servirse de él. Pero los modernos servicios postales ingleses puede decirse que derivan de los establecidos por Enrique VIII (1533). La reina Isabel I fue quien dispuso que los mensajes al exterior fueran llevados únicamente por mensajeros reales, lo que hace pensar en un principio de censura del correo. En 1603, Jacobo I incluyó en el servicio la correspondencia de los particulares, pero dando siempre preferencia a los mensajes oficiales procedentes de la corte inglesa.
En realidad, hasta la época de Cromwell, en 1660, el correo no adquirió la estructura propia de un servicio nacional. Fue entonces cuando se puso el servicio bajo el control del Estado, el cual designaba la persona que debía ser el administrador general.
A mediados del siglo XVII Mathewe de Quester estableció un servicio privado, con tarifas bajas, muy utilizado por los comerciantes ingleses. La casa tenía como lema: «Lo primero que se entrega es lo primero en ser despachado». El mismo rey le dio a Quester el título de jefe de postas de Inglaterra para los países extranjeros fuera de los dominios del rey. Ya a principios del siglo XVIII se introdujeron muchas reformas, pero aun así el servicio postal era caro y no estaba al alcance de todos. Por otra parte el cargo de maestre general de postas era un cargo político que rendía abundantes beneficios a quien lo desempeñaba. En 1847 inició su lucha por la reforma Rowland Hill, a quien se le debe la paternidad y la idea de los sellos postales, con lo que se vio abaratando el coste y generalizando el servicio.

### Europa Central
El primer correo que hubo en Alemania fue establecido en el siglo XV. Por aquella época surgió en la Europa central un sistema de correos que poco a poco fue extendiéndose, alcanzando a los Países Bajos, Austria, Italia, España y Burgundia. Todo ello fue obra de una importante familia de Milán que en el siglo XIV tuvo que expatriarse por contingencias políticas. Estos emigrados eran los Della Torre, quienes, refugiados en Bérgamo, añadieron a su nombre el de Tassis. Poco después la casa de Torres Tassis, poseedora del condado de la Torre de Valsassina, se generalizó como Thurn und Taxis. En 1450 Federico III, emperador del Sacro Imperio Romano Germánico, autorizó a Roger de Thurn und Taxis, conde de la Torre de Valsassina, para establecer una posta a caballo entre el Tirol y los Estados italianos. Más o menos por aquella época se organizó un servicio de correos entre Bruselas y la frontera francesa, donde enlazaba con el servicio de postas francés. En 1516 Francisco de Thurn y Taxis unió a Bruselas (Bélgica) con Viena (Austria). Tanto este servicio como los anteriores se efectuaban a caballo, con relevos sólo de los animales en un primer momento y de éstos y de los postillones más tarde. Durante muchos años, como un monopolio postal, la casa de Thurn und Taxis tuvo la administración de las postas en toda la Europa central, a pesar de que los Estados integrantes de la Confederación Europea, viendo los enormes beneficios que con su administración podían obtener para su Hacienda, intentaron en varias ocasiones desposeerla del privilegio. Pero el Congreso de Viena ratificó en favor del conde de la Torre de Valsassina los derechos sobre dicha organización postal, derechos que perduraron hasta la época de Bismarck.

#### Correo matraca
En Viena, una verdadera capital del Sacro Imperio Romano Germánico, el servicio urbano Klapperpost (correo matraca) existió desde 1772.  Obtiene su nombre del traqueteo de la matraca, que empleaba el cartero, para avisar la llegada de las cartas, notificando sobre su llegada. El correo matraca existió menos de un año y medio.

### Francia
Fue en el año 1464 cuando Luis XI estableció un servicio para el envío de noticias a cualquier parte de Francia. Este servicio estaba reservado únicamente para las necesidades del Estado francés. Pero como los gastos de su sostenimiento, con sus 230 mensajeros e inspectores, representaban una carga muy importante para la Hacienda pública, el rey Luis XI terminó permitiendo que el servicio así creado fuera utilizado también por los particulares.
Durante el reinado de Enrique IV, al ser usado el correo por todas las actividades civiles y privadas, adquirió una gran magnitud y se organizó de manera más amplia, incluso se establecieron unas tarifas que eran en su mayor parte respetadas por las postas de todo el país. Sólo cuando el correo obtuvo en Francia una organización más perfecta y más fuerte respaldo del Estado fue cuando este aplicó un impuesto sobre las postas. Al ver el Gobierno francés la importante fuente de ingresos que significaba el nuevo impuesto, en mayo de 1630 creó el cargo de maestro de postas y el de administrador general de correos, cargos que el estado ponía a la venta. Más tarde, además del servicio nacional de correos, fue creada la estafeta para el servicio urbano en París, donde a partir de 1759 podían enviarse cartas de un sitio a otro de la ciudad mediante unas postas que recibían el nombre de ómnibus. Este servicio de alguna manera fue imitación del que ya existía en Londres desde 1683.

### España

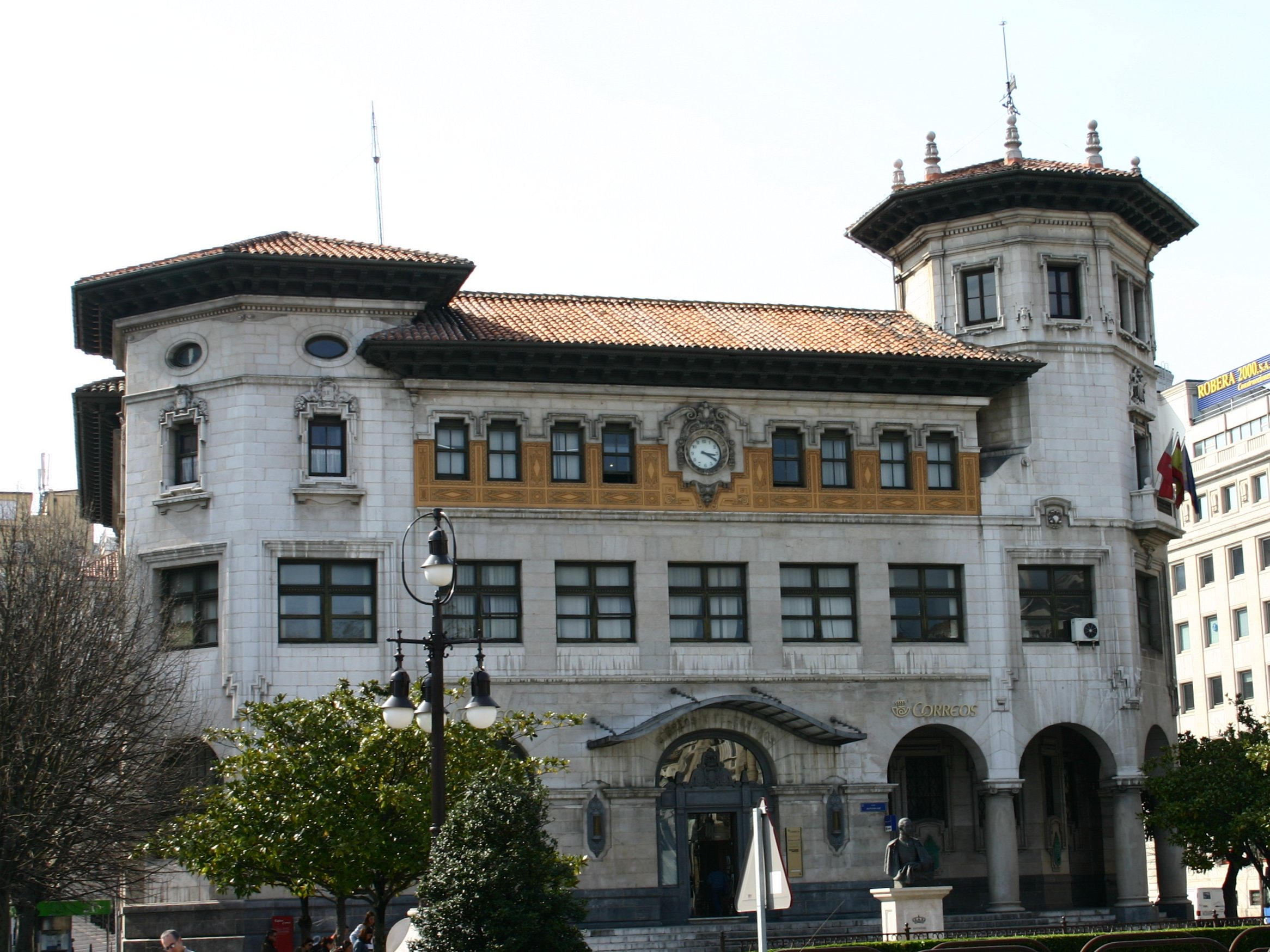
Delegación de Correos en la ciudad de Santander
(Cantabria, España).

Después de los correos reales que existieron en España, como en todos los Estados, surgió un correo civil en Barcelona en el siglo XII. Lo justificaba la importancia comercial de la ciudad. Los primeros datos históricos que en España tenemos sobre el establecimiento del correo corresponden a la terminación de la Reconquista, pues fue después de que los Reyes Católicos hubieran conquistado Granada cuando se establecía por primera vez el correo en la península. Hacia el año 1506 la reina Juana I de Castilla nombró correo mayor de Castilla a Francisco, de la casa Thurn y Taxis, el mismo que se había destacado como organizador de los correos centroeuropeos. Fue en 1610 cuando se implantó en España la estafeta, que entonces era la conducción de la correspondencia en valijas cerradas. Con la llegada de los Borbones al trono, el servicio postal pasa a ser un servicio público del Estado, naciendo así la empresa pública Correos en 1716. Más tarde, en el año 1744, se publicaban las Ordenanzas de Correos.
Una fecha relevante fue también 1764, año de la promulgación del Reglamento Provisional del Correo Marítimo, documento que regulaba las comunicaciones entre España y sus territorios americanos, que alcanzarían una regularidad desconocida hasta entonces. Mensualmente zarparía desde La Coruña a La Habana una embarcación transportando la correspondencia, y cada dos meses otra haría lo propio hacia Montevideo. Posteriormente, en 1777, aparecería la regulación definitiva de este servicio con la entrada en vigor de las Ordenanzas del Correo Marítimo. En los inicios del año 1845 se concedieron ventajas a los que franqueaban voluntariamente las cartas y a partir del año 1856 el franqueo tuvo el carácter de obligatorio.

### Italia
En el siglo XVI ya existía el correo en Italia. La República de Venecia hizo imprimir en el año 1608 unas hojas para la correspondencia, de uso obligatorio para quienes la mantenían. En ellas figuraba el León de San Marcos, signo de la República. Dos siglos después el Reino de Cerdeña tuvo sus papeles postales timbrados, los cuales consiguieron amplia difusión durante algún tiempo y se los llamó comúnmente caballitos sardos. Tanto en Venecia como en Cerdeña el pago de los envíos de correo quedaba a cargo del remitente.

### México

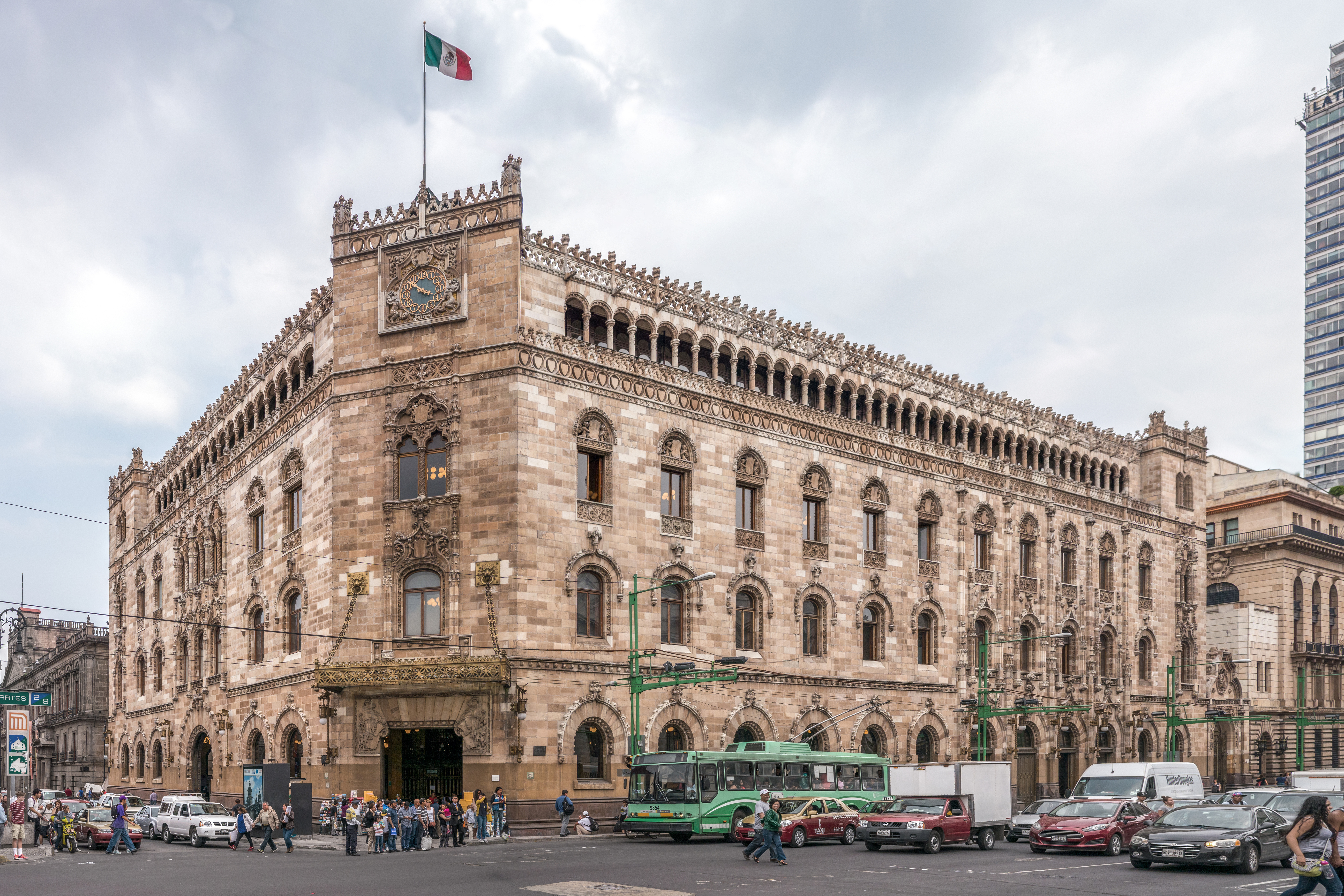
Palacio Postal, sede de Correos de México en Ciudad de México.

El correo en la Ciudad de México ha existido desde la época prehispánica, donde gente a pie era la encargada de llevar esta información de una localidad a otra, de correr viene correo.
Pero no fue sino hasta el 17 de febrero de 1907 que el entonces presidente de México el general Porfirio Díaz, dio por inauguradas las operaciones del emblemático edificio del Servicio Postal Mexicano, depositando en un buzón una tarjeta del artista Leonardo Izaguirre. En la actualidad el edificio sigue en función y es un atractivo turístico de la ciudad.

### Chile

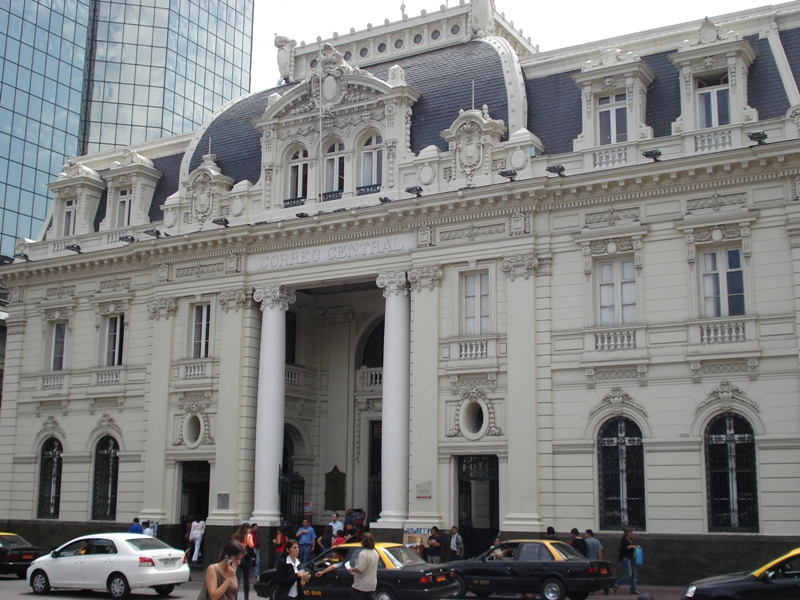
Vista del Correo Central, edificio principal de la Empresa de Correos, ubicado en la Plaza de Armas de Santiago de Chile.

Con la expresión de correos y postas se designa el establecimiento público que tenía el derecho exclusivo de hacer pasar de unos puntos a otros los pliegos y cartas del gobierno y de los particulares por cierto precio correspondiente a las distancias y al cuidado que exigía tan importante servicio.
Se da el nombre de correos a los empleados que tienen el oficio de llevar y traer la correspondencia epistolar y el de postas a los caballos que están prevenidos o apostados en los caminos a distancia de dos o tres leguas para que los correos y otras personas vayan con toda diligencia de una parte a otra. También se entiende por correo la casa, sitio o lugar donde se reciben y dan las cartas y por posta la casa o lugar donde están las postas.
El establecimiento de correos y postas no solo estaba dotado de los empleados necesarios para el gobierno, dirección y buen desempeño de los negocios de su instituto, sino que ejercía además jurisdicción civil y criminal por medio de tribunales privativos, esto es, en las provincias por medio de subdelegados que conocían en primera instancia de las causas relativas al ramo y a los empleados del mismo y en la corte por medio de una junta suprema que entendía en grado de apelación de las causas que se le llevaban de las subdelegaciones.
Los correos, conductores y postillones que iban de oficio, tenían facultad de llevar armas prohibidas y no podían ser detenidos por las justicias con ningún motivo de deuda ni aun de delito, como este no sea digno de pena corporal; en cuyo caso la justicia nombraba sin dilación otro correo que sirviera en lugar del detenido, si no hubiere en el pueblo administrador de la renta que le nombre, y formará en el término de veinte y cuatro horas las primeras diligencias que remitirá con el reo al juez competente. Tampoco podía ser detenida, sino en casos de fundada sospecha, ninguna persona que viajare en posta.

## Diversidad de tarifas
En la mayoría de los países hubo una etapa de la evolución del correo en la que el objetivo de las administraciones de correos era el de entregar las cartas lo más rápidamente posible. Para ello unas veces se hacían más cortas las etapas, renovándose con más frecuencia los relevos de caballos, e incluso, en ocasiones, mejorando los caminos. Sin embargo, como al mismo tiempo aumentó el número de trayectos entre localidades que eran servidas por diligencias, se establecieron dos tipos de servicio de correo: el servicio de diligencia y el de postas a caballo, siendo este último más rápido que el primero y, por lo tanto, era más caro. Es evidente que en aquel entonces el servicio postal era bastante costoso y no estaba al alcance de todos.

## Otros sistemas
Otro sistema de correo importante fue creado en el mundo islámico por el califa Moàvia. El servicio era conocido como berid, nombre que se le daba a las torres construidas especialmente para proteger las rutas de los mensajeros.
Antes de la Edad Media y durante ella, fueron empleadas palomas mensajeras, aprovechando una característica singular de esta ave, la de poder recordar la ubicación exacta de su nido tras desplazarse largas distancias gracias a su agudo sistema de orientación. Los mensajes eran atados a las patas de las palomas, que luego eran liberadas y volaban hasta su nido original.
El correo ha sido transportado por una variada cantidad de métodos a lo largo de la historia, incluyendo trineos de perros, globos, cohetes, mulas e incluso por submarino.

## Correo moderno

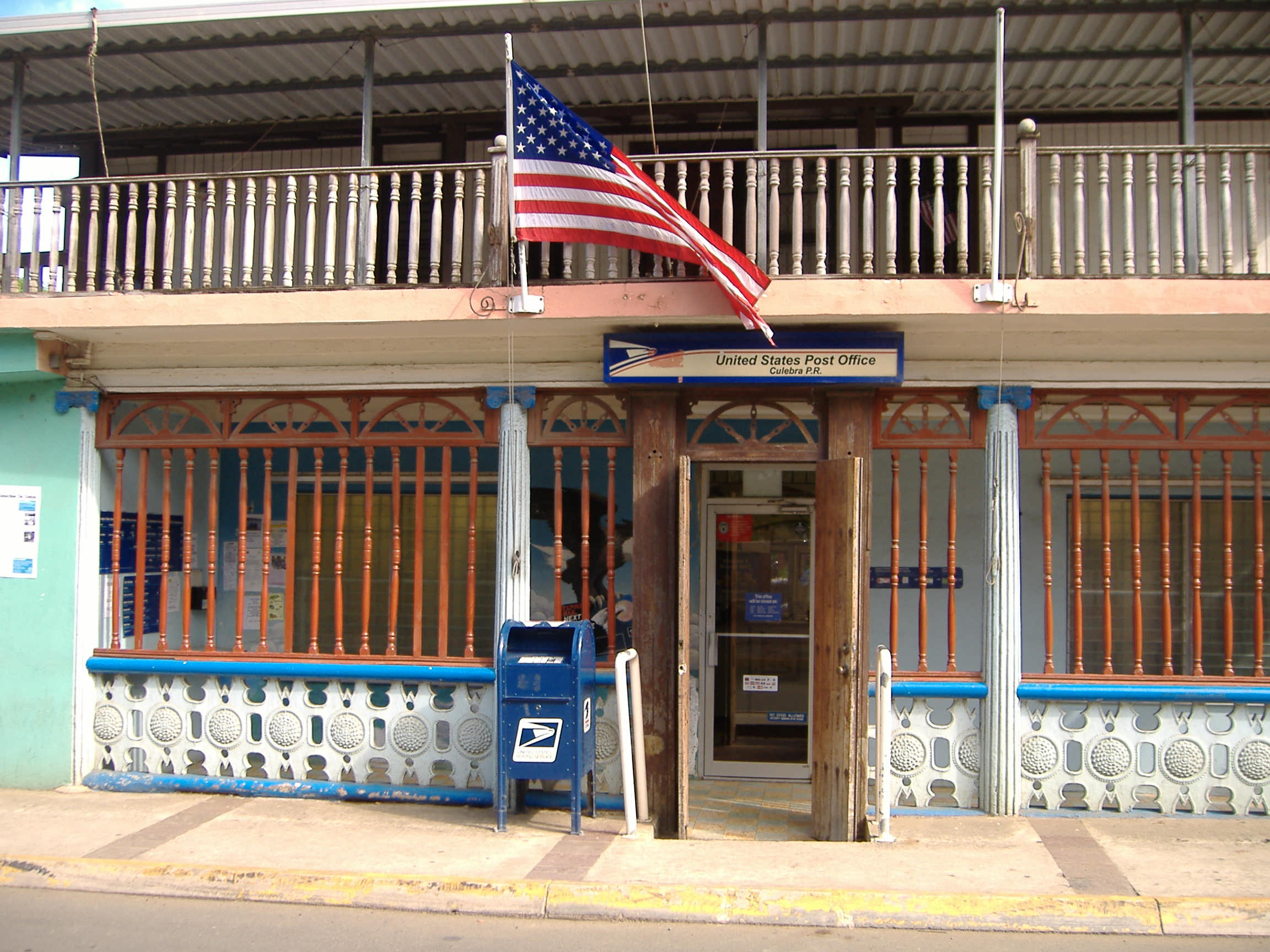
Oficina de Correos de Culebra, Puerto Rico del Servicio Postal de los Estados Unidos.

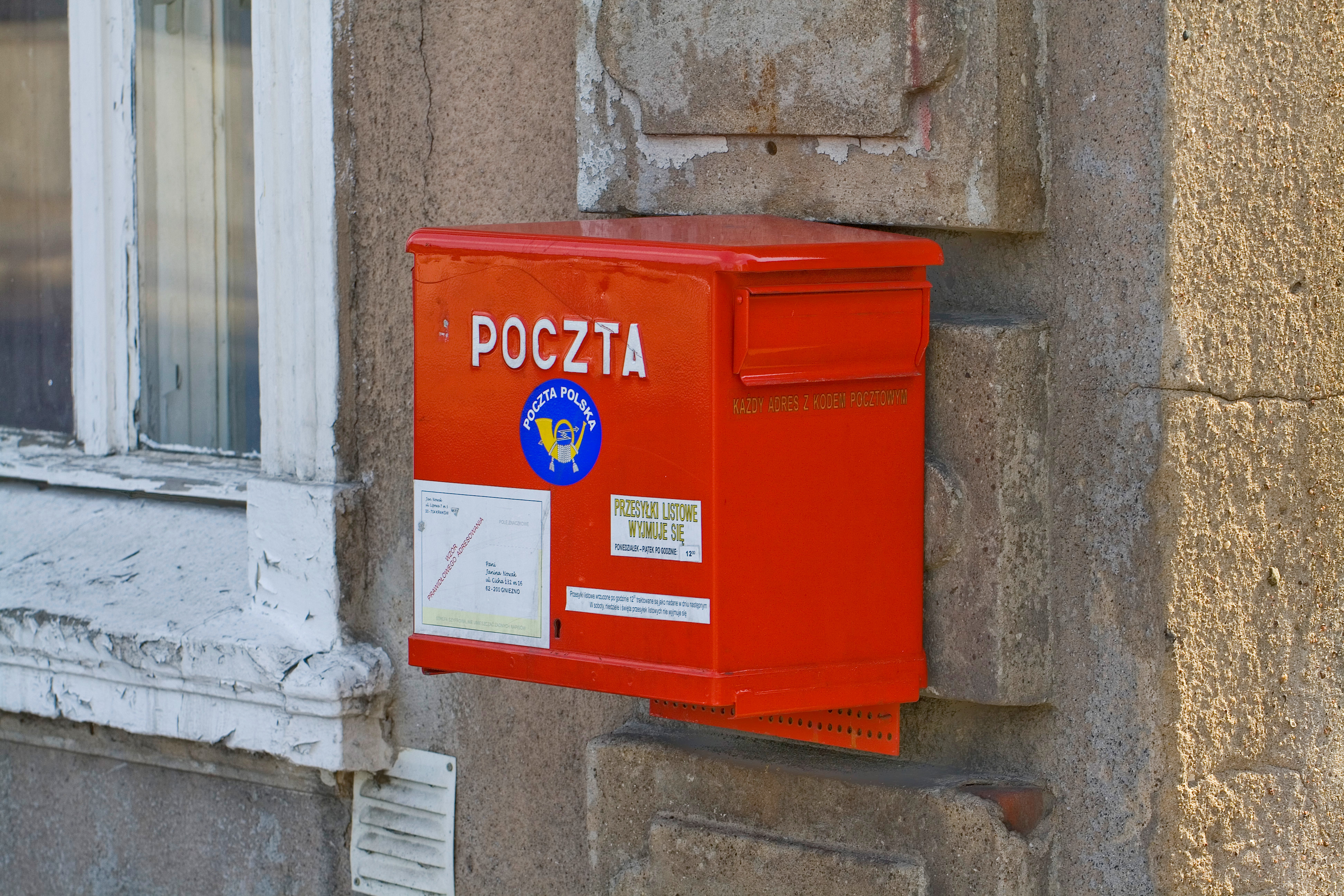
Típico buzón de correos en Polonia.

### Organización
El correo moderno suele organizarse a través de servicios nacionales (ampliamente reemplazados en la actualidad por sistemas privados), recíprocamente interconectados a través de reglamentos internacionales, organizaciones y acuerdos en los cuales las oficinas de correos postales de diferentes partes del mundo se comunican.

### Pago
El pago para el envío de correo tiende a realizarse con el franqueado con sellos de la carta o paquete a enviar.

### Reglas y etiqueta
En general el correo está muy protegido por el secreto de correspondencia o secreto epistolar (secretus epistulae), como derecho fundamental, lo cual significa que ninguna carta u otro paquete puede ser abierto por persona alguna que no sea su destinatario. Este derecho suelen garantizarlo la Constitución de la mayor parte de los países, por un lado, y las leyes de protección de las comunicaciones, por el otro. Por lo general se requiere un procedimiento especial en caso de que la correspondencia deba ser controlada por la ley, ya sea de forma abierta o en secreto. Las operaciones de control de la correspondencia privada de los ciudadanos son conocidas con el nombre de censura y concierne a aspectos sociales, políticos y legales del derecho civil. Si bien en la mayor parte de los casos la censura es excepcional, la censura militar de correspondencia, en particular de soldados en frente de guerra, es rutinaria y se aplica casi universalmente.
El uso del correo se encuentra sujeto a reglas comunes y a una etiqueta particular. Luego del descubrimiento de nuevas formas de comunicación y vehículos, el correo ha perdido la mayor parte de su encanto, siendo desplazado por métodos más efectivos como el teléfono o el correo electrónico, convirtiéndose en un medio para transportar documentos formales o comerciales. Es, sin embargo, utilizado aún como principal medio de comunicación en aquellos lugares donde los medios de comunicación más modernos no han sido implementados aún, principalmente en países del tercer mundo y en zonas rurales.

### Correo electrónico
En los tiempos modernos, principalmente en el siglo XX, el correo adaptó su evolución a nuevos vehículos, utilizando nuevas tecnologías para entregar los documentos en menor tiempo, especialmente a través de la red telefónica; estos nuevos vehículos incluyen el telegrama, el télex y el fac-símil (fax).
Con la popularización del correo electrónico desde los primeros años del siglo XXI, cuyo servicio es instantáneo o casi instantáneo, el sistema postal ha pasado a ser llamado "correo de caracoles"[cita requerida] en la jerga de Internet.

### Coleccionismo
Los sellos postales han sido objeto de una forma particular de coleccionismo, llamado filatelia, y a menudo su valor comercial dentro de este mercado particular crece con respecto a su valor original, incluso tras su uso.

### Arte postal
El medio postal es el vehículo utilizado por esta faceta artística, en todas sus modalidades.

### Liberalización
Véase la lista de empresas públicas en proceso de privatización